# 당진 채운포 석교비
당진 채운포 석교비(唐津 彩雲浦 石橋碑)는 대한민국 충청남도 당진시 당진읍 채운리에 있는, 조선시대 채운포에 돌다리를 놓은 것을 기념하고자 세워 놓은 비이다. 1984년 5월 17일 충청남도의 문화재자료 제217호로 지정되었다.

## 개요
채운포에 돌다리를 놓은 것을 기념하고자 세워 놓은 비로, 받침돌과 머릿돌이 없어진 채 비몸만 남아 있다.
비몸의 꼭대기 가운데 부분이 볼록하고 네모나게 돋아있어 여기에 비의 머릿돌을 얹었던 것으로 짐작된다. 비의 윗부분에는 비의 명칭을 새기고, 그 아래에 비문을 새겼는데, 아래의 작은 글자들은 거의 알아볼 수가 없으며, 맨 끝부분에 '승정기원후 51년(1688)'이란 연대를 겨우 알아볼 수 있을뿐이다. 비의 옆면에는 스님들의 이름으로 보이는 글자가 희미하게 보인다.
원래 역천 갯가에 있던 것을, 1960년대에 지금의 자리로 옮겨 세운 것이라 한다.

## 참고 문헌
- 채운포석교비 - 국가유산청 국가유산포털